# Jorge Zuñiga Campos (locutor)
Jorge Zúñiga Campos (Ciudad de México, 9 de abril de 1932-México, 23 de abril de 2020) fue un destacado locutor mexicano pionero de la radiodifusión en la XEW, XEX (en donde desempeñó amplia labor), XEQ y que en la década de los 90 repuntó en popularidad entre la audiencia a través de su singular emisión radiofónica denominada "Lo que el viento no se llevó". 
En sus inicios fue colaborador del fundador de la XEX Alonso Sordo Noriega y compartió micrófonos con Luis Cáceres, Pepe Alameda, Humberto G. Tamayo, Pedro Ferríz Santacruz, Carlos Fuentes Argüelles, León Michel y una infinidad de locutores más.

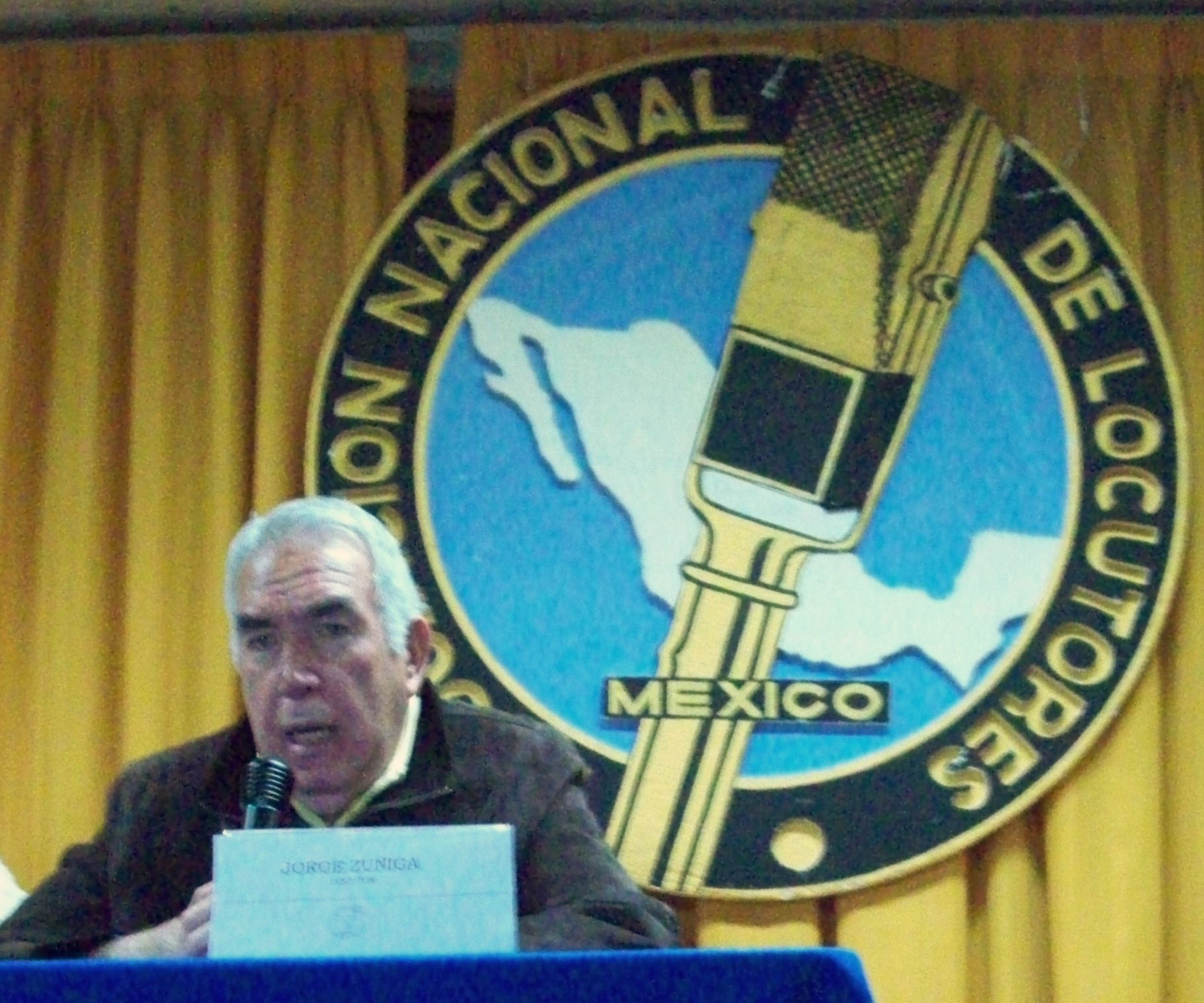
Charla del locutor en la Asoc. Nal. Locutores de México.

Su distintiva voz le ganó posición en el cuadrante al amenizar diversos programas radiofónicos cuya emisión se prolongó por mucho tiempo. 
En Telesistema Mexicano fue conductor de diversos programas generalmente de corte musical como "Max Factor las estrellas y usted" y "Noches Tapatías" entre otros.

## Lo que el viento no se llevó
A mediados de la década de los 90, con un formato de llamadas abiertas al aire, la emisión de cápsulas biográficas y culturales, y la emisión de música de diversas épocas, Jorge Zuñiga logró cautivar a un auditorio de radioescuchas que participaban logrando ampliar la perspectiva de la Ciudad de México de las décadas de los 40, 50 y 60.
Inicialmente la emisión del programa radiofónico transcurrió en la radiodifusora XEDA-AM (1290 kHz) "Radio 13", pero debido a un ajuste en la programación, la emisión salió del aire a finales de 1995, para inicios de 1996 el programa reapareció en el cuadrante en XEAI-AM (1470 kHz) en la entonces nombrada estación radiofónica "Vida 1470" retomando rápidamente la audiencia que ya tenía de emisiones anteriores y no solo eso sino captando más aún.
Sus colaboradores cercanos fueron:
- Marcelo "El peinador de las estrellas"
- Luis Bravo Sosa -Destacado investigador de biografías de artistas y tópicos culturales-
- Amado Ríos Cabrera colaborador en aspectos culturales de la Ciudad de México
- Armando Mujica Montoya -Historia de México.
- Gerardo González Cuesta -Director de Producción.
- Luis Ángel González Cuesta -Productor.
- Ozziel Nájera Espinosa -Asistente de producción

El radioescucha en general, también era parte importante de la emisión ya que las llamadas telefónicas que salían al aire frecuentemente eran efectuadas por personas que aportaban datos fehacientes sobre sucesos, lugares y personalidades que existieron en otros tiempos, aparentemente la emisión estaba dirigida a las personas de la tercera edad, pero fue tal la respuesta del público que logró captar a un auditorio de distintos estratos sociales así como de diversas edades.
Los tópicos tratados se referían a:
- Costumbres y hábitos del mexicano
- Oficios en vías de extinción o con antecedentes en el pasado
- Sitios de relevancia histórica y social
- Personalidades, del medio histórico, social , artístico y aún ordinario
- Sucesos trascendentales a la población de la Ciudad

La emisión duró normalmente hacia mediados de 1997 cuando, probablemente, debido a un cambio de formato en la programación y perfil de la radiodifusora el programa salió del aire abruptamente, -durante plena transmisión-. Ni la radiodifusora, ni sus voceros dieron explicación alguna. No volvió a saberse de la plantilla de colaboradores ni de Jorge Zúñiga mismo.

## Reapariciones
No fue sino hasta el año 2000 cuando reapareció ante los micrófonos de Radio Chapultepec XEOC-AM 560 kHz pero bajo un formato de tiempo muy limitado -solo comentó cápsulas informativas-. Hacia el año 2002 incursionó en el ámbito de los libros, publicando su primer volumen llamado como la emisión radiofónica mencionada. Al año siguiente publicó su segundo volumen con un audio CD que compiló distintas cápsulas de diversos tópicos como complemento a su libro.
Hacia el año 2006 pudo ser escuchado en breves informativas en la radiodifusora XEL-AM 1260 kHz "Mejorando tu vida diaria" de manera esporádica.
En el año 2007, reapareció el programa "Lo que el viento no se llevó" , en la estación 1220 AM, "XEB la B grande de México", conduciendo el programa al lado del destacado cronista radiofónico: Jacobo Morett, inicialmente los días viernes de las 20:00 a las 21:00 y recientemente los días viernes de 12:00 a 13:00.
Actualmente ha reaparecido en el programa "El ABC de la Bohemia" en Radio ABC 760 AM (Organización Editorial Mexicana) con la cápsula "Lo que el viento no se llevó", programa dirigido por el prestigioso y multi premiado músico Rodrigo de la Cadena, enfocado a difundir el bolero y la música de antaño. Programa que se transmite los días sábado de 19:00 a 20:00 horas.

## Anécdotas
- Durante muchos años Jorge fue la voz oficial del Noticiero Continental, que era transmitido en las salas cinematográficas de la capital durante los intermedios.
- Una buena parte de sus primeros años de vida, habitó los rumbos de la colonia San Miguel Chapultepec, conociéndola al detalle.
- Fue la voz oficial anunciante de la Cerveza Superior durante muchos años presentando a Gina Romand como "¡¡¡La Rubia que todos quieren, es Cerveza Superior!!!"

## Libros
- Anecdotario de un canalla - Relación de hechos del político mexicano Maximino Ávila Camacho
- Un cuento,  una leyenda y un verso
- Señora Evocación (2009) (Sin número de tiraje), 215 páginas.

- Y si te doy un recuerdo...¡tú qué me das!

-Estampas nostálgicas de la ciudad- (2011) (Sin número de tiraje) 94 páginas y la nota del editor.
- Lo Que El Viento No Se Llevó (Sin año de edición ni número de tiraje), 350 páginas.

- Lo Que El Viento No Se Llevó II (2005) (Sin número de tiraje), 238 páginas. El libro contiene un disco compacto que cuenta con 75 pistas en formato Mp3, y un total de 76':59" minutos.

- Lo Que El Viento No Se Llevó III (2007) (Sin número de tiraje), 260 páginas. El libro contiene un disco compacto que cuenta con 101 pistas en formato Mp3.

- Ciudad de México 40 - 60 (2008) (Sin número de tiraje), 320 páginas.